# Article 45 de la loi fondamentale de Hong Kong

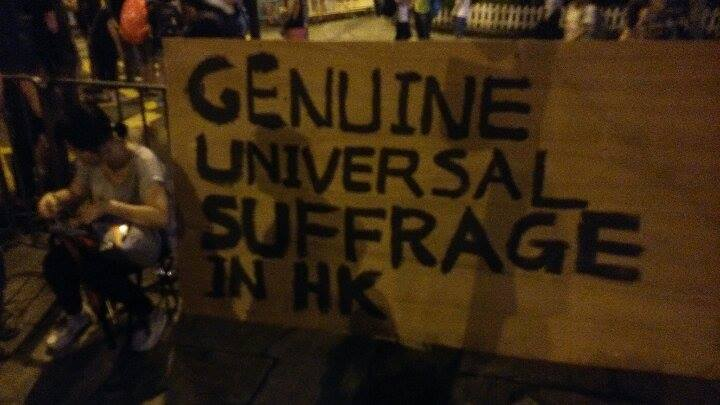
Manifestation pour le suffrage universel à Hong Kong demandant « un réel suffrage universel à Hong Kong »

L'Article 45 de la loi fondamentale de Hong Kong (chinois : 香港基本法第四十五條) est un article de la Loi fondamentale de Hong Kong stipulant que le chef de l'exécutif doit être choisi au suffrage universel sur nomination par un comité représentatif.

## Texte
| Texte original The Chief Executive of the Hong Kong Special Administrative Region shall be selected by election or through consultations held locally and be appointed by the Central People's Government." "The method for selecting the Chief Executive shall be specified in the light of the actual situation in the Hong Kong Special Administrative Region and in accordance with the principle of gradual and orderly progress. The ultimate aim is the selection of the Chief Executive by universal suffrage upon nomination by a broadly representative nominating committee in accordance with democratic procedures. | Traduction Le chef de l'exécutif de la Région administrative spéciale de Hong Kong est choisi par élection ou à l'issue de consultations locales et nommé par le gouvernement central populaire. "La méthode de sélection du chef de l'exécutif est précisée à la lumière de la situation réelle dans la région administrative spéciale de Hong Kong et conformément au principe de progrès graduel et ordonné. Le but ultime est la sélection du chef de l'exécutif au suffrage universel sur nomination par un comité largement représentatif conformément aux procédures démocratiques. |

## Controverse
Le début de la controverse apparaît lors de l'établissement du calendrier devant fixer l'avancement vers le suffrage universel. Après un accord sur le calendrier de réformes électorales (2016 pour la législature et 2017 pour le chef de l'exécutif ), un débat animé s'engage sur les détails des systèmes électoraux à mettre en place. Le débat se polarise et les positions des deux côtés se durcissent début 2013, avec le nouveau président du comité juridique du gouvernement de la RPC, Qiao Xiaoyang. Il adopte une position imprécise, avançant des conditions difficiles à définir pour la candidature du chef de l'exécutif (« aimer la Chine et Hong Kong » et « ne pas s'opposer au Gouvernement central »). Il annonce que Pékin refusera de nommer un CE de Hong Kong non favorable même s'il est démocratiquement élu.
Des groupes pro-démocratie forment alors l'Alliance pour la vraie démocratie pour soutenir le mouvement de protestation Occupy Central with Love and Peace, conçu par le professeur de l'Université de Hong Kong Benny Tai, exigeant le suffrage universel inconditionnel.